# World Team Challenge 2007
Die 6. World Team Challenge 2007 (offiziell: VELTINS-Biathlon-WTC 07) war ein Biathlonwettbewerb, der am 29. Dezember 2007 in der Veltins-Arena in Gelsenkirchen stattfand.
Titelverteidiger Norwegen konnte seinen Sieg aus dem Vorjahr nicht erfolgreich verteidigen und beendete das Rennen auf dem zweiten Platz. Es gewann das russische Team Dmitri Jaroschenko und Jekaterina Jurjewa.

## Teilnehmer
Es nahmen insgesamt 12 Teams aus sechs Nationen teil. Die meisten Teams stellte das deutsche Team mit insgesamt fünf Mannschaften.

## Ergebnisse
| Platz | Name                                      | Land                | Zeit (min) |
| ----- | ----------------------------------------- | ------------------- | ---------- |
| 1     | Dmitri Jaroschenko und Jekaterina Jurjewa | Russland            | 1:03:48,8  |
| 2     | Ole Einar Bjørndalen und Tora Berger      | Norwegen            | +0:31,6    |
| 3     | Michael Greis und Anne Preußler           | Deutschland         | +0:45,2    |
| 4     | Halvard Hanevold und Solveig Rogstad      | Norwegen            | +1:02,8    |
| 5     | Michael Rösch und Kati Wilhelm            | Deutschland         | +1:10,0    |
| 6     | Simon Fourcade und Sylvie Becaert         | Frankreich          | +1:11,6    |
| 7     | Andreas Birnbacher und Kathrin Hitzer     | Deutschland         | +1:11,9    |
| 8     | René-Laurent Vuillermoz und Michela Ponza | Italien             | +1:17,9    |
| 9     | Zhang Chengye und Liu Xianying            | Volksrepublik China | +1:25,6    |
| 10    | Alexander Wolf und Andrea Henkel          | Deutschland         | +1:31,1    |
| 11    | Florian Graf und Susann König             | Deutschland         | +1:45,1    |
| 12    | Vincent Defrasne und Sandrine Bailly      | Frankreich          | +1:59,2    |